# To Die in Jerusalem
To Die in Jerusalem ist ein US-amerikanischer Dokumentarfilm aus dem Jahr 2007. Der Film thematisiert den Israelisch-Palästinensischen Konflikt anhand der Geschichte der 17- und 18-jährigen Mädchen Rachel Levy und Ayat al-Akhras. Letztere hatte am 29. März 2002 in Jerusalem einen Selbstmordanschlag verübt und dabei sowohl sich selbst, als auch Rachel Levy und den Wachmann Haim Smadar getötet. Der Fall sorgte international für Schlagzeilen, auch da al-Akhras und Levy sich äußerlich sehr ähnlich sahen.
Neben der Thematisierung der politischen Lage erzählt der Film in zwei Handlungssträngen die Biographien der beiden Mädchen bzw. von deren Familien. Der letzte Teil des Films führt die Eltern von Ayat al-Akhras und die Mutter von Rachel Levy in einem Gespräch zusammen.

## Handlung

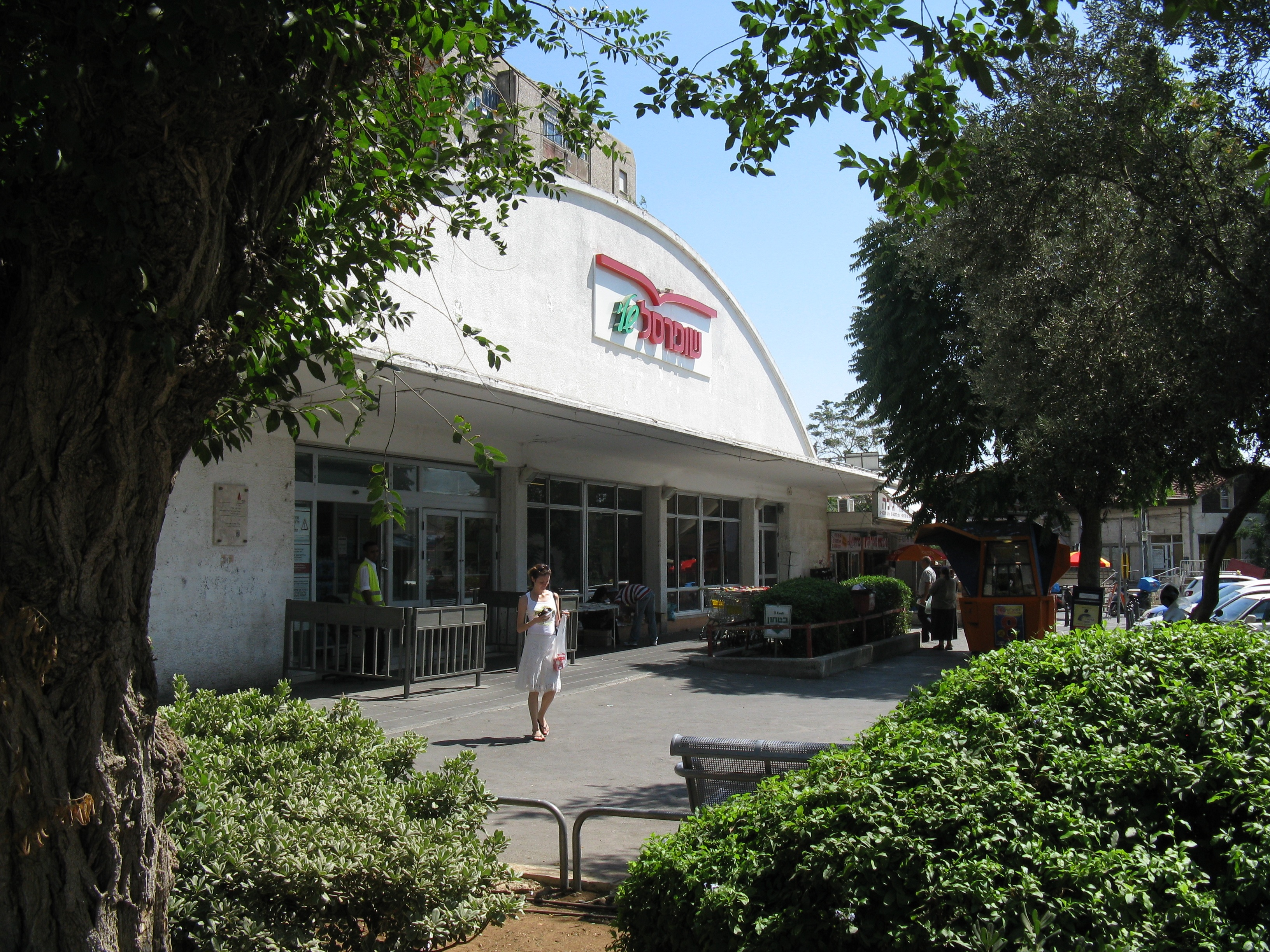
Der Supermarkt in Jerusalem, wo Ayat al-Akhras den Anschlag verübte.

Der Film beginnt mit der Einspielung des Abschiedsvideos von Ayat al-Akhras, in dem diese rund zwei Stunden vor ihrer Tat mit nervöser Stimme und ohne in die Kamera zu schauen, einen Text vorliest, in dem sie sich als die "Märtyrerin Ayat al-Akhras" bezeichnet und sich aufmacht, um für Palästina ihre Aktion auszuführen und damit Palästina zum Sieg zu führen. Anschließend sieht man den Anschlagsort, einen Supermarkt im Viertel Kiryat HaYovel im Westen von Jerusalem. Es folgt eine Einblende von Ayat al-Akhras und Rachel Levy, begleitet von den Worten von US-Präsident George W. Bush.  
"Wenn ein 18-jähriges palästinensisches Mädchen dazu veranlasst wird, sich selbst in die Luft zu sprengen, und dabei ein 17-jähriges israelisches Mädchen tötet, stirbt die Zukunft selbst. Die Zukunft des palästinensischen Volkes und die Zukunft des israelischen Volkes." 

### Handlungsstrang Ayat al-Akhras
Ayat al-Akhras Familie erfuhr zunächst aus den Fernsehnachrichten, dass eine Frau in Jerusalem einen Selbstmordanschlag verübt hatte, die Täterin stamme aus dem Flüchtlingslager Daheischa, dem Wohnort der Familie. Nun klingelte das Telefon, und der Anrufer verkündete der Familie al-Akhras, dass Ayat die Selbstmordattentäterin war. Kurz darauf wurde auch in den palästinensischen Nachrichten der Name von Ayat al-Akhras als Attentäterin genannt.
In den nächsten Szenen berichten Familie und Freunde über Ayats Leben und die Veränderungen ihrer Persönlichkeit nur kurze Zeit vor dem Anschlag.
Die Familie beschreibt Ayat, die im Flüchtlingslager von Daheisha bei Betlehem im von Israel völkerrechtswidrig besetzten Westjordanland geboren wurde, als intelligentes, äußerst ehrgeiziges Mädchen und eine exzellente Schülerin, deren Traum es war eines Tages eine eigene Familie und Kinder zu haben. Sie wird mit einem jungen Mann namens Shadi verlobt. In der Zeit vor dem Anschlag spielt all dies für Aya plötzlich keine Rolle mehr. Sie wird zunehmend religiöser und denkt weniger an materielle Dinge als an die Befreiung Palästinas und der al-Aqsa-Moschee.
Ayats Familie sieht in der israelischen Besatzung die entscheidende Erklärung, was ihre Tochter zu ihrer Tat verleitet hat. Ayats Vater berichtet von dem radikalisierenden Einfluss auf die Jugend, die mit der Erfahrung der israelischen Besatzung, darunter Verhaftungen, Schießereien, Kollektivstrafen und Hauszerstörungen durch die israelische Armee, aufwächst. Er sieht einen entscheidenden Einschnitt im Leben seiner Tochter darin, dass sie bei einer Razzia des israelischen Militärs mit ansehen musste, wie ein Nachbar, während er sein Kind auf dem Arm hielt, von einem israelischen Soldaten erschossen wurde. Ayat wollte ihm helfen, konnte es aber nicht.
Nach ihrem Tod wird Ayat von Teilen der palästinensischen Gesellschaft als Märtyrerin angesehen, andere sind deutlich zurückhaltender und lehnen es sogar ab zu sagen, sie sei für ihr Land gestorben. Auch Haifa, ihre beste Freundin, tendiert zu dieser Position und nennt Ayats Tat "haram" (verboten).

### Handlungsstrang Rachel Levy
Am Tage des Anschlags war Rachel Levy von ihrer Mutter Abigail zu einer Besorgung in den Supermarkt geschickt worden. Als diese die Nachricht des Anschlags erreicht, eilt sie sogleich dorthin, wo sie feststellt, dass ihre Tochter unter den Opfern sein muss. In der Forensik identifizieren die Eltern schließlich die von der Explosion entstellte Leiche ihrer Tochter.
Etwa sechs, sieben Monate nach dem Tod ihrer Tochter will Abigail Levy die Mutter von Ayat al-Akhras treffen. Sie sucht nach Antworten, warum Ayat solchen Hass in sich trug, dass sie bereit war sich selbst und ihre Tochter Rachel zu töten.
Während Ayats Eltern die israelische Besatzung als Grund für Ayats Tat ansehen, empfindet Abigail die Besatzung nicht als Unrecht, sieht hingegen die Palästinenser lediglich als Terroristen und erzürnt sich darüber, dass die israelische Armee nach Ayats Selbstmordanschlag das Haus ihrer Familie in Daheisha nicht zerstört hat. Sie will gleichwohl versuchen die Motive palästinensischer Selbstmordattentäter zu verstehen und besucht das Hasharon-Frauengefängis, in dem wegen Terrorismus verurteilte Frauen inhaftiert sind. Sie sucht das Gespräch, unter anderem mit Thaura, einer gescheiterten Selbstmordattentäterin, kann deren Argumente aber nicht annehmen. Im Gegensatz dazu äußert sich Guy Levy, Rachels älterer Bruder und ehemaliger Soldat der israelischen Armee, kritisch zur israelischen Besatzung des Westjordanlandes, räumt aber ein, dass die Bekämpfung palästinensischer Terroristen Gegenmaßnahmen erfordere, unter denen die Palästinenser zu leiden haben.
Zwei Jahre nach der Tat versucht Abigail Levy erneut mit Ayats Eltern Kontakt aufzunehmen, wobei letztere sich offen für ein persönliches Treffen zeigen. Abigails Verwandte sind zurückhaltend oder lehnen die Idee gar ab.

### Konfrontation der Eltern
Zwei Jahre später, insgesamt vier Jahre nach dem Anschlag, überquert Abigail Levy die Grenze in die palästinensischen Autonomiegebiete im Westjordanland nach Bethlehem. Aufgrund eines Problems mit der Polizei kann das Treffen jedoch nicht stattfinden. Sechs Monate später findet die Begegnung mangels der Möglichkeit eines direkten Treffens über Satellitenfernsehen statt.

Ayats Mutter erzählt von Gesprächen mit ihrer Tochter, wie sehr diese unter dem Schicksal als Flüchtlinge und der israelischen Besatzung litt und sich Frieden wünschte. Auf Abigails Frage, welchen Frieden Ayat wollte, erwidert diese, ein Leben ohne israelische Besatzung, woraufhin Abigail ihr vorwirft, in alten Denkmustern zu verweilen. Ayats Vater erwidert: 
"Abigail, die Umstände, in denen wir sind, genau wie du, sind alle wegen der Besatzung. Wir sind Opfer der Besatzung. Du und ich sind Opfer der Besatzung."
Zornig fragt Abigail, warum Ayats Vater anwesend ist, sie wolle ihn nicht hören, sondern nur mit Ayats Mutter sprechen. Die Situation beginnt zu eskalieren und Ayats Mutter erwidert, Abigail habe leicht reden, da sie nicht wisse, wie es sei unter der Besatzung zu leben. Abigail fragt Ayats Mutter, ob diese gewusst habe, was ihre Tochter vorhatte, was Ayats Mutter verneint. Während Abigail das Leid der Besatzung nicht als Argument anerkennen will, da man so nicht weiterkomme, kann Ayats Mutter diesen Kontext – auch als Grund für die Tat ihrer Tochter – nicht ausblenden, insbesondere da er andauert. Abigail wünscht sich Frieden und ein aufeinander zugehen, da man so zu Lösungen komme, doch Ayats Mutter entgegnet, dass diese individuellen Wünsche an der harten politischen Realität zerschellen. Was Abigail in Wahrheit fordere, sei nicht Frieden, sondern Unterwerfung, doch das palästinensische Volk werde sich nicht unterwerfen. Das Gespräch endet im Streit.

## Künstlerische Verarbeitung
Das Theater in Dornach bei Basel verarbeitete den Film im Jahr 2013 zu einem Theaterstück.

## Auszeichnungen
Gewonnen
- Special Mention, Biarritz International Festival of Audiovisuell, 2008.[4]
- Peabody Award, 2008.[4][5]
- Dokumentation, Peabody Award, 2008.[4][5]

Nominiert
- Beste Dokumentation, News and Documentary Emmy Awards, 2008.[4]
- Outstanding Informational Programming, News and Documentary Emmy Awards, 2008.[4]
- Outstanding Individual Achievement in a Craft: Music and Sound, News and Documentary Emmy Awards, 2008.[4]